# ASM International
ASM International N.V. ist ein niederländisches Maschinenbauunternehmen, das Produktionsanlagen für die Halbleiterindustrie, wie Anlagen zu Atomlagenabscheidung, entwickelt und baut.
ASM (Advanced Semiconductor Materials) wurde 1968 durch Arthur del Prado gegründet. Arthur del Prado wurde 1931 in Niederländisch-Indien geboren und verbrachte die Kriegsjahre zeitweise in einem japanischen Gefangenenlager. Nach dem Krieg studierte del Prado Chemie in Enschede und Wirtschaft in Amsterdam. Nach der Gründung seines Unternehmens fokussierte sich dieses auf Anlagen zur chemischen Gasphasenabscheidung. Im Jahr 1981 wurde ASM das erste niederländische Unternehmen, das primär an der NASDAQ gelistet wurde. 1984 gründete ASM zusammen mit Philips ein Joint Venture, das unter dem Namen ASML (ASM Lithography) erfolgreich wurde.